# Индивидуальная образовательная траектория
Индивидуальная образовательная траектория — это персональный путь реализации личностного потенциала каждого ученика в образовании. В качестве синонимов используются «варитативное обучение», «индивидуальный образовательный маршрут», «образовательный маршрут»,«индивидуальны маршрут» и др. Отличается от персонализированного обучения, в котором траекторию своего обучения определяет сам учащийся, тем, что в этом случае в формировании образовательной траектории участвуют педагоги.

## Правовые и административные основы
Федеральный государственный образовательный стандарт начального общего образования требует обеспечения «условий для индивидуального развития всех обучающихся, в особенности тех, кто в наибольшей степени нуждается в специальных условиях обучения, — одарённых детей и детей с ограниченными возможностями здоровья». В федеральном законе «Об образовании» зафиксировано право детей-инвалидов на специальные образовательные условия.

## Реализация
Выделяют три направления реализации индивидуальной образовательной траектории учащихся:
- Содержательное направление — создание индивидуальной образовательной траектории, предоставляя ученику возможность осваивать то содержание образования и на том уровне, который в наибольшей степени отвечает его возможностям, потребностям и интересам.
- Деятельностное направление — формирование индивидуальной образовательной траектории через современные педагогические технологии и IТ-технологии.
- Процессуальное направление — организационные аспекты педагогического процесса.

При составлении образовательных программ учитываются следующие показатели:
1. школьная зрелость;
2. состояние здоровья, особенности развития, темп, режим работы;
3. профиль обучения;
4. склонность к конкретной предметной области;
5. уровень образования;
6. особенности развития.

## Индивидуальная образовательная траектория учащихся с ограниченными возможностями здоровья (ОВЗ)
Для обучения лиц с ОВЗ с учётом особенностей их психофизического развития и индивидуальных возможностей должна разрабатываться адаптированная образовательная программа, которая при необходимости обеспечивает коррекцию нарушений развития и социальную адаптацию указанных лиц. Адаптированная образовательная программа определяет содержание образования и условия организации обучения и воспитания обучающихся с ОВЗ (для инвалидов — вместе с индивидуальной программой реабилитации инвалида).
В структуру адаптированной образовательной программы входит индивидуальный учебный план ребёнка с ОВЗ, который обязан обеспечить освоение образовательной программы на основе индивидуализации её содержания с учётом особенностей и образовательных потребностей конкретного обучающегося.
В практике инклюзивного образования также используется индивидуальная образовательная программа (ИОП) — документ, отражающий общую стратегию и конкретные шаги междисциплинарной команды, включающей учителя и родителей, в организации обучения и психолого-педагогического сопровождения ребёнка с ОВЗ в рамках школы. ИОП является материальным отражением деятельности психолого-медико-педагогического консилиума по разработке и реализации индивидуальной образовательной траектории ребёнка с ОВЗ в конкретном учреждении.